# Mary Carr
Pour les articles homonymes, voir Carr.

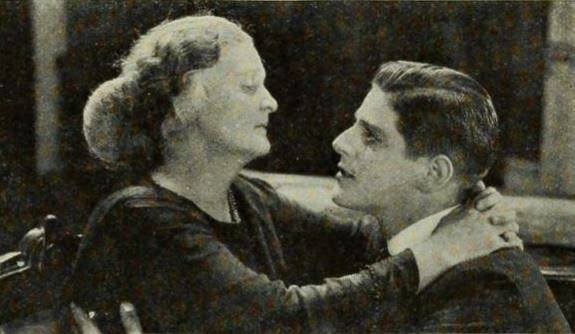
Avec Joseph Striker, dans Le Foyer qui s'éteint (1922)

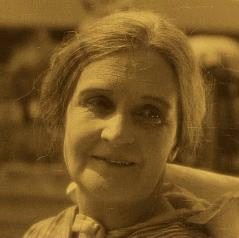
Dans Le Sorcier d'Oz (1925)

Mary Kennevan — née le 14 mars 1874 à Philadelphie (quartier de Germantown, Pennsylvanie) et morte le 24 juin 1973 à Los Angeles (quartier de Woodland Hills, Californie) — est une actrice américaine, connue comme Mary Carr (du nom de son mari William Carr).

## Biographie
Après avoir entamé sa carrière au théâtre durant les années 1890 — jouant notamment en tournée aux côtés de son époux —, Mary Carr débute au cinéma dans un court métrage sorti en 1914 et contribue à près de cent-cinquante films américains (dont plusieurs westerns), le dernier sorti en 1957.
De sa période du muet, mentionnons Le Foyer qui s'éteint de John Ford et Edwin Carewe (1922, avec Percy Helton), Trois Femmes d'Ernst Lubitsch (1924, avec May McAvoy et Pauline Frederick), Le Sorcier d'Oz de Larry Semon (1925, avec Dorothy Dwan et Charles Murray), ainsi qu’Une femme sans mari d'Hobart Henley (1925, avec Norma Shearer et Lew Cody).
Durant la période du parlant, elle apparaît comme second rôle de caractère (parfois non créditée) entre autres dans Kept Husbands de Lloyd Bacon (1931, avec Dorothy Mackaill et Joel McCrea), Premier Amour de John G. Blystone (1934, avec Janet Gaynor et Charles Farrell), ou encore L'Escadrille des aigles d'Arthur Lubin (1942, avec Robert Stack et Diana Barrymore).
Un de ses derniers films est le western Oregon Trail (en) (1945), réalisé par son fils Thomas Carr (1907-1997) ; l'avant-dernier est La Loi du Seigneur de William Wyler (1956, avec Gary Cooper et Dorothy McGuire).
Pour la télévision, Mary Carr collabore à la série Lux Video Theatre (en), lors d'un épisode diffusé en 1956.

## Filmographie

### Période du muet
- 1914 : The Shadow of Tragedy de Arthur V. Johnson (court métrage) : Martha Sterling
- 1916 : The City of Failing Light de George Terwilliger : Mme Packard
- 1917 : The Barrier de Edgar Lewis : Alluna
- 1918 : To the Highest Bidder de Tom Terriss : Mlle Cottle
- 1919 : Mrs. Wiggs of the Cabbage Patch (en) de Hugh Ford : Mme Nancy Wiggs
- 1920 : Maman (Over the Hill to the Poorhouse ou Over the Hill) de Harry F. Millarde : Ma Benton
- 1922 : Le Foyer qui s'éteint (Silver Wings) de John Ford et Edwin Carewe : Anna Webb
- 1923 : Son premier amour (The Daring Years) de Kenneth S. Webb : Mme Browning
- 1923 : Le Flot qui monte (On the Banks of the Wabash) de J. Stuart Blackton : Anne Bixler
- 1923 : L'Enfer de la vie (The Custard Cup) de Herbert Brenon : Mme Penfield
- 1924 : Ma femme et son mari (Why Men Leave Home) de John M. Stahl : la grand-mère Sutton
- 1924 : Trois Femmes (Three Women) de Ernst Lubitsch : Mme Colman
- 1924 : Son plus beau rêve (East of Broadway) de William K. Howard : Mme Morrisey
- 1924 : For Sale de George Archainbaud
- 1924 : Les Fiancés du jury (The Woman on the Jury) de Harry O. Hoyt : Mme Pierce
- 1925 : Le Sorcier d'Oz ou Le Prince qu'on sort (The Wizard of Oz) de Larry Semon : Tante Em
- 1925 : The Parasite de Louis Gasnier
- 1925 : Big Pal de John G. Adolfi
- 1925 : Une femme sans mari (A Slave of Fashion) de Hobart Henley : Mère Emerson
- 1925 : Pour les beaux yeux de Patsy (Hogan's Alley) de Roy Del Ruth : Mère Ryant
- 1925 : The Red Kimona de Walter Lang : la gardienne en chef de la prison
- 1926 : La Marchande d'allumettes (Somebody's Mother) de Oscar Apfel : « Matches » Mary
- 1926 : Stop, Look and Listen de Larry Semon
- 1926 : The Wise Guy de Frank Lloyd : Ma Palmer
- 1927 : L'Insurgé (Jesse James) de Lloyd Ingraham : Mme Zerelda Samuels
- 1927 : Le Fils de Kid Roberts (On Your Toes) de Fred C. Newmeyer
- 1927 : La Blonde ou la Brune? (Blonde or Brunette) de Richard Rosson

### Période du parlant
- 1928 : Lights of New York de Bryan Foy : Mme Morgan
- 1929 : Some Mother's Boy de Duke Worne : la mère
- 1930 : The Utah Kid de Richard Thorpe : Tante Ada
- 1930 : L'Amour en l'an 2000 (Just Imagine) de David Butler : la petite vieille dame
- 1931 : Kept Husbands de Lloyd Bacon : Mme Brunton
- 1931 : Beyond Victory (en) de John S. Robertson
- 1931 : The Fighting Marshal de D. Ross Lederman : Tante Emily
- 1931 : Laurel et Hardy campeurs (One Good Turn) de James W. Horne (court métrage) : la vieille dame
- 1932 : Les Sans-soucis (Pack Up Your Troubles) de George Marshall et Ray McCarey : la vieille dame avec une lettre
- 1932 : Forbidden Trail de Lambert Hillyer : Mme Middleton
- 1933 : Gun Law de Lewis D. Collins : Mère Andrews
- 1933 : Le Carrousel volant (en) (Flying Devils) de Russell Birdwell
- 1933 : À l'affût du danger (en) (Headline Shooter) d'Otto Brower
- 1933 : Thomas Garner (The Power and the Glory) de William K. Howard
- 1933 : Mademoiselle Volcan (Bombshell) de Victor Fleming : Mlle Talley
- 1934 : Bedside de Robert Florey
- 1934 : Premier Amour (Change of Heart) de John G. Blystone : Mme Rountree
- 1934 : Whom the Gods Destroy (en) de Walter Lang
- 1934 : La Flèche d'argent (en) (The Silver Streak) de Thomas Atkins
- 1935 : Casino de Paris (Go Into Your Dance) d'Archie Mayo : la responsable des costumes
- 1936 : Le Médecin de campagne de Henry King
- 1936 : Postal Inspector d'Otto Brower
- 1937 : Musique pour madame (Music for Madame) de John G. Blystone
- 1938 : West of Rainbow's End d'Alan James : Mme Martha Carter
- 1939 : Un pensionnaire sur les bras (East Side of Heaven) de David Butler
- 1940 : Rendez-vous (The Shop Around the Corner) d'Ernst Lubitsch : la grand-mère
- 1940 : Haunted House de Robert F. McGowan
- 1941 : Une épouse modèle (Model Wife) de Leigh Jason
- 1942 : L'Escadrille des aigles (Eagle Squadron) d'Arthur Lubin : la mère
- 1945 : Oregon Trail (en) de Thomas Carr : Grand-mère Layton
- 1956 : La Loi du Seigneur (Friendly Persuasion) de William Wyler : Emma, une vieille quaker
- 1957 : Dino (en) de Thomas Carr

## Télévision (intégrale)
- 1956 : Lux Video Theatre (en) (série), saison 6, épisode 33 The Night of January Sixteenth : une membre du jury